# Robert Peake, o Velho

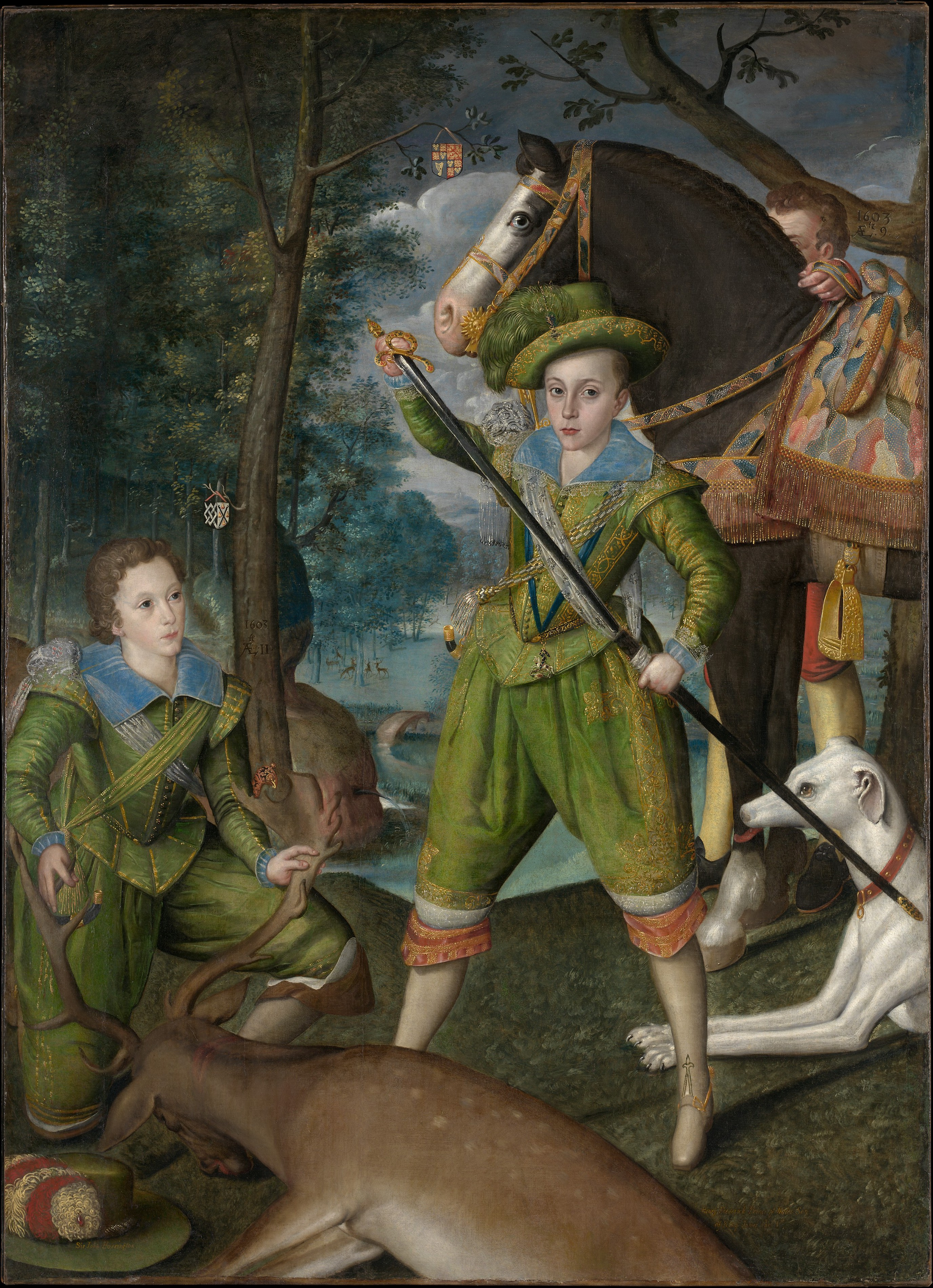
Retrato produzido no ano de 1603 de Príncipe Henrique (ao centro) e John Harington (à esquerda da imagem).

Robert Peake the Elder (1551 - 1619) foi um pintor Inglês atuante no período posterior ao reinado de Elizabete I (mais precisamente no reinado de James I. Em 1604, foi nomeado retratista do herdeiro ao trono, Henrique Frederick, e, em 1607, foi agraciado com o título de Sargento-pintor por James I. 
Peake é freqüentemente chamado de "o velho", para diferencia-lo de seu filho, o pintor e popular retratista William Peake (c. 1580-1639) e de seu neto, Sir Robert Peake (c. 1605-1667), que acompanhou seu pai no comércio de pinturas e retratos. 

## Galeria

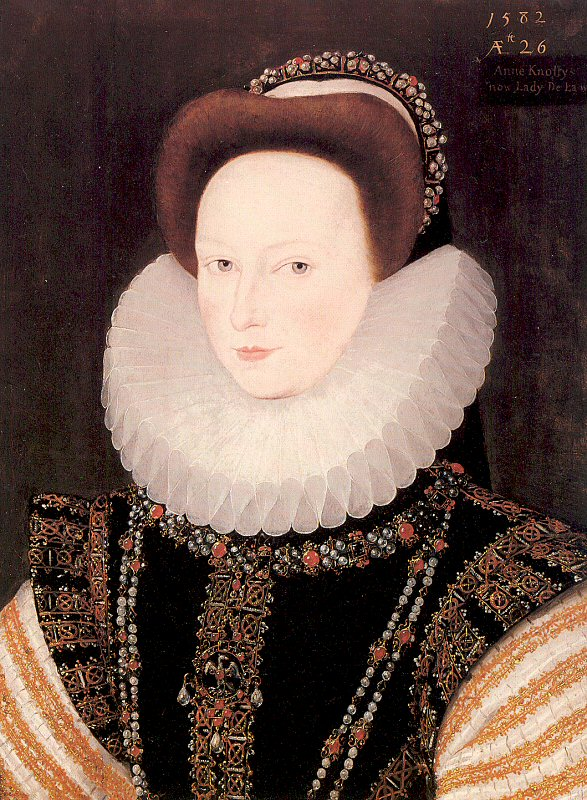
Retrato de Anne Knollys, 1582.
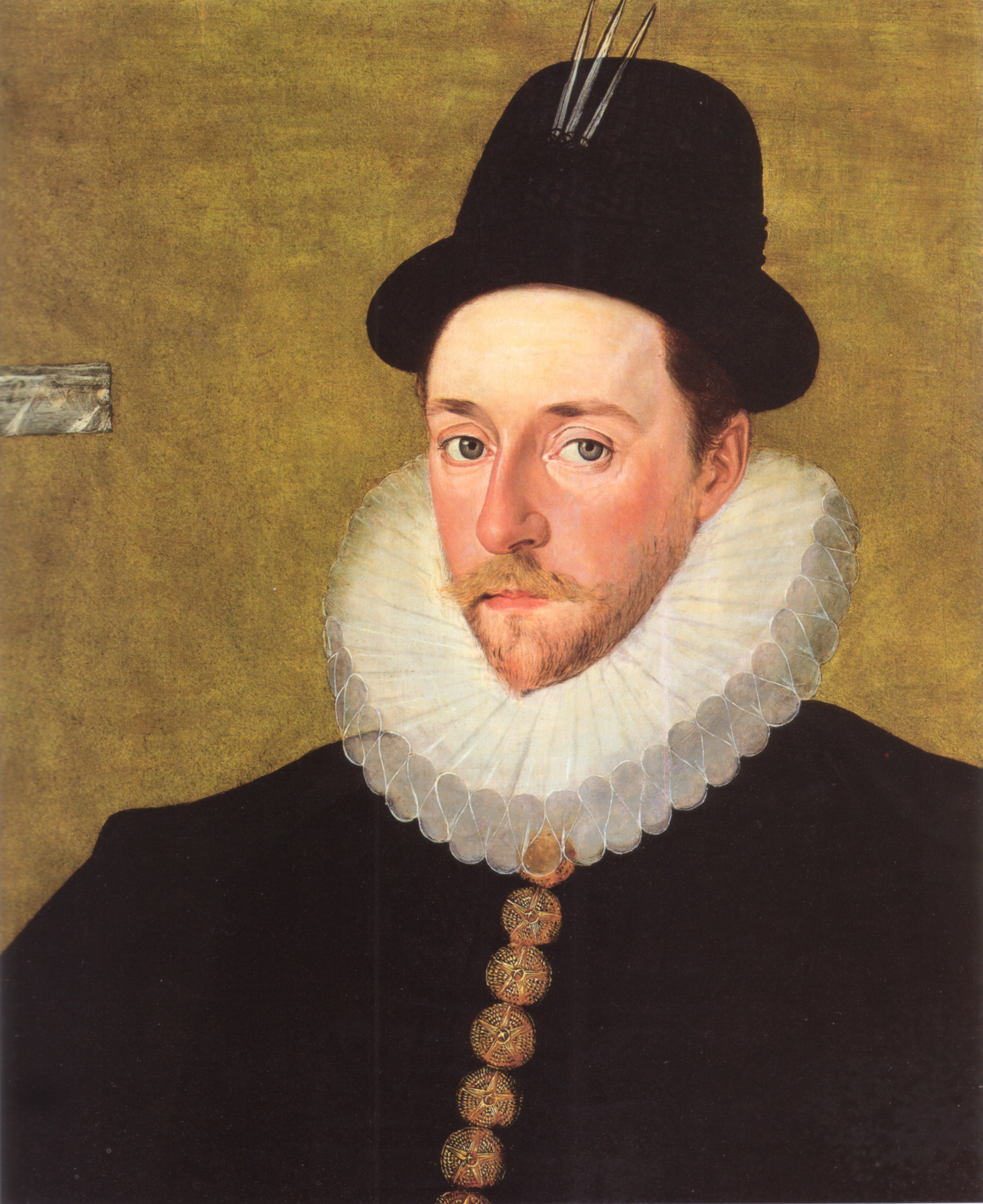
Cavalheiro desconhecido, c. 1585–90.
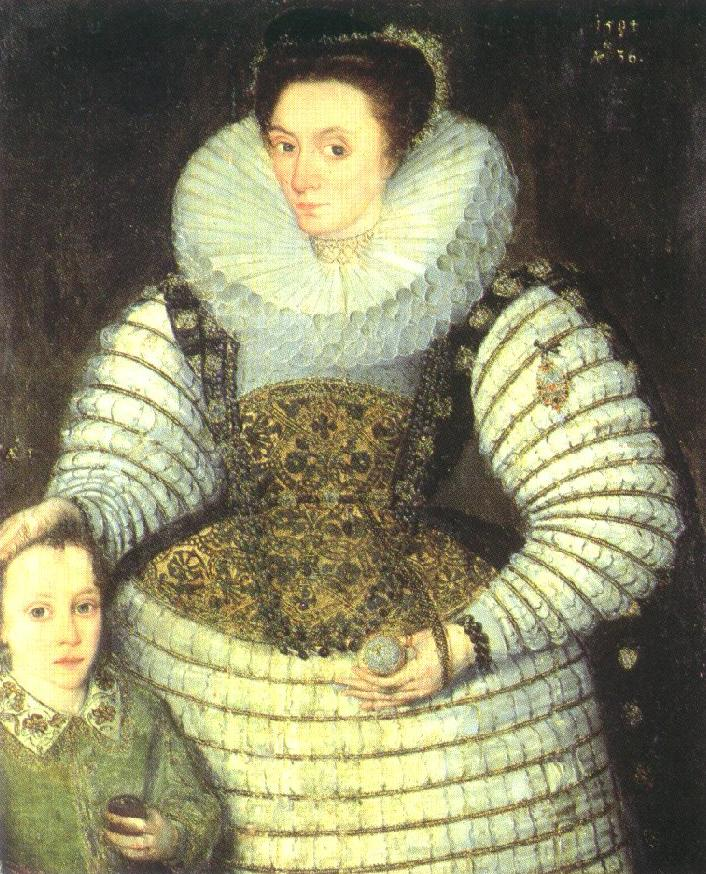
Frances Walsingham, Conde de Essex e seu filho
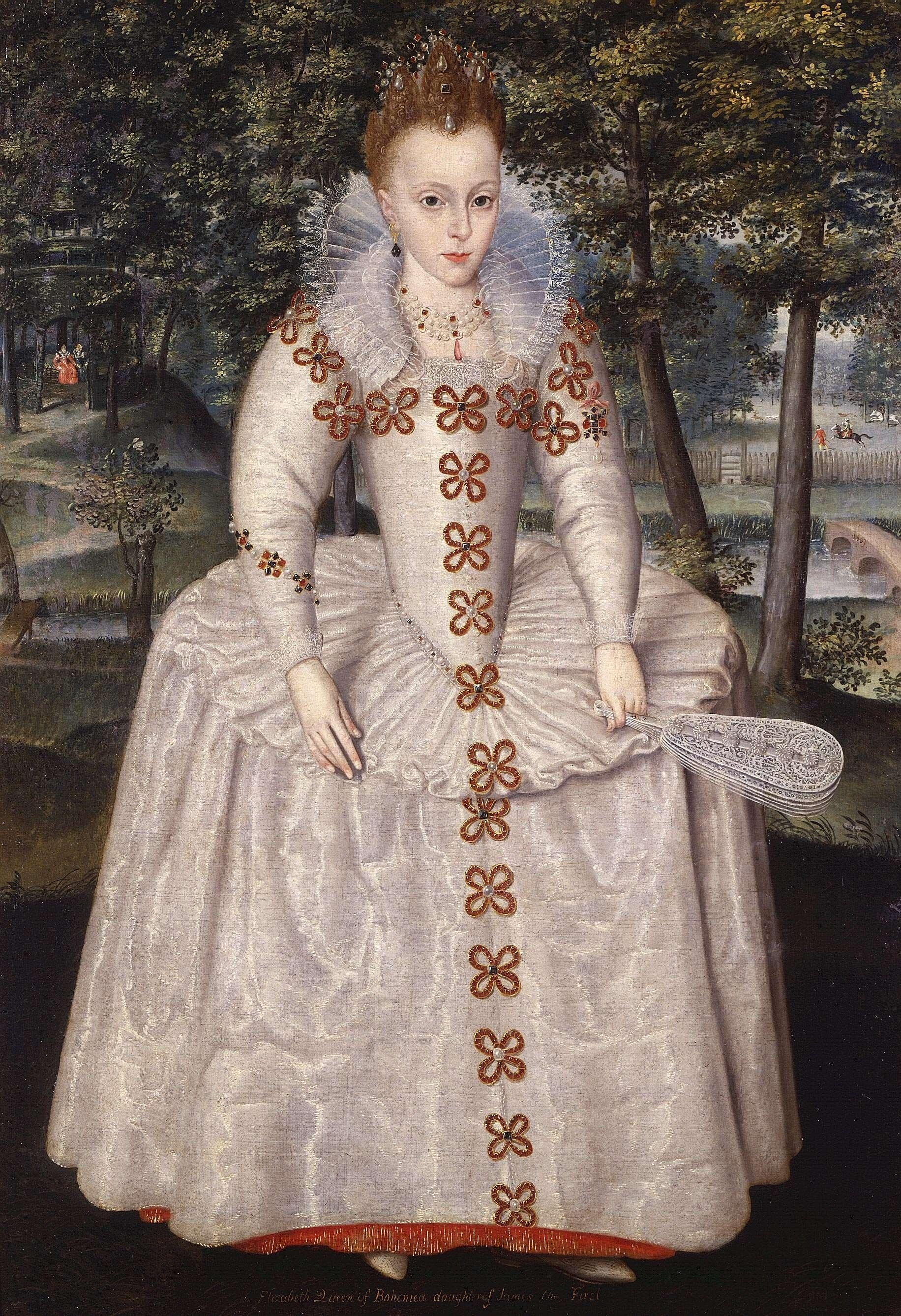
O primeiro retrato da Princesa Elizabete, c. 1603
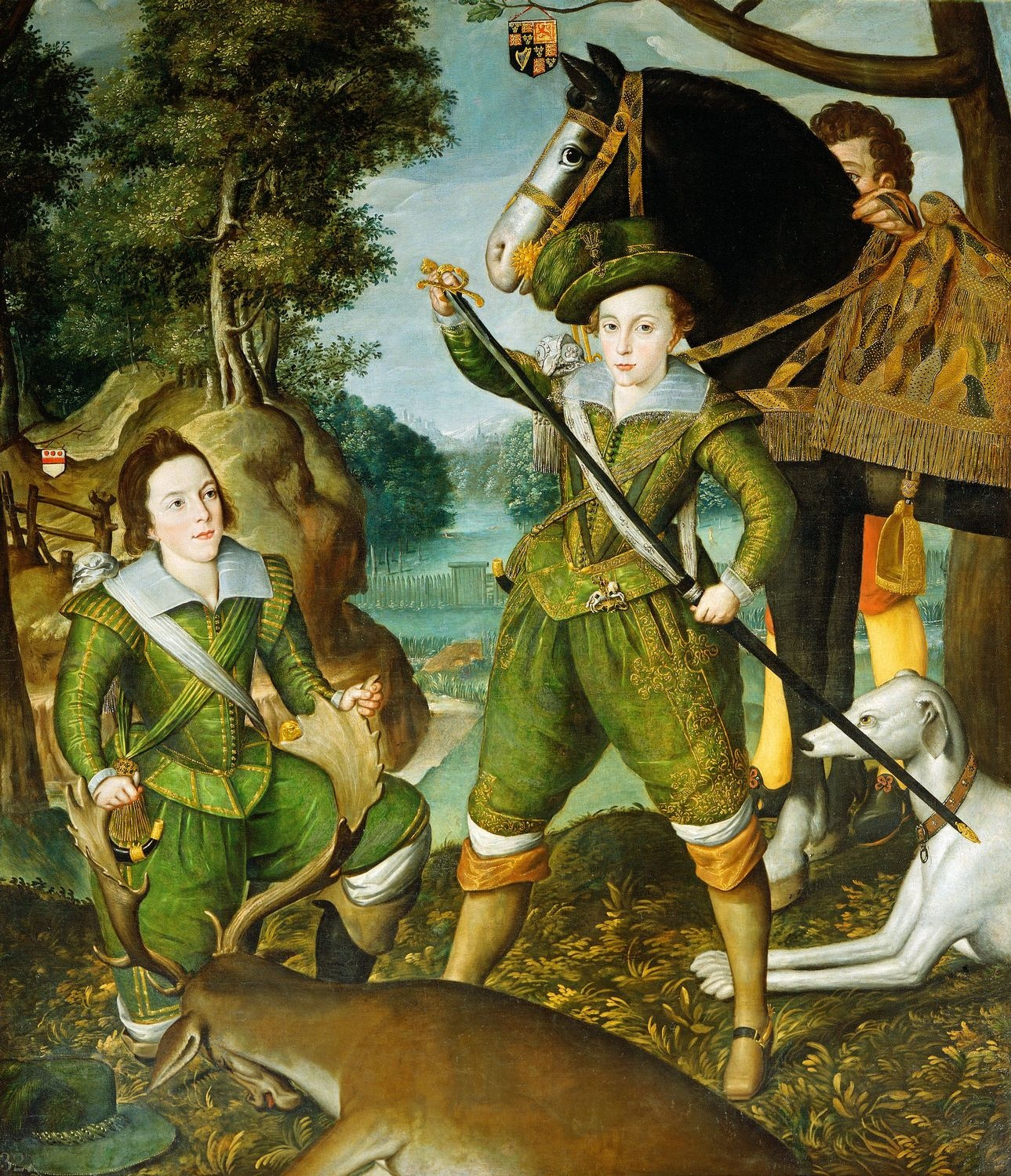
Henrique, Príncipe de Gales, c. 1603
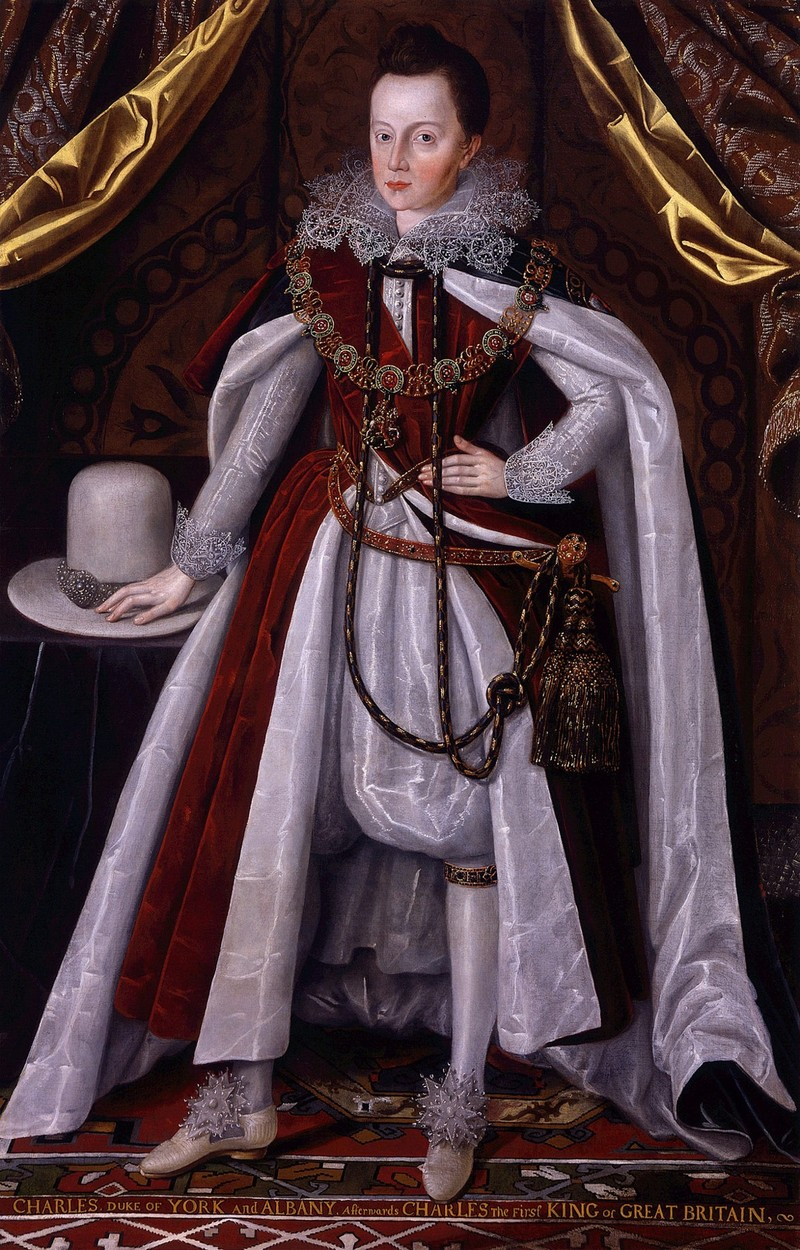